# Jean Bolinder (industriman)
Jean Bolinder, född 12 september 1813 i Vaksala öster om Uppsala, död 8 mars 1899 i Stockholm, var en svensk ingenjör och industriman.

## Liv och verk
Jean Bolinder var son till komminister Erik Bolinder och Elisabeth Johanna Schalin samt äldre bror till Carl Gerhard Bolinder.
Jean Bolinder blev 1829 elev hos bergsrådet Gustaf Broling (1766–1838) i Stockholm och anställdes 1834 som verkmästare i Kungliga Myntverket i Stockholm. Den unge och begåvade ingenjören Jean Bolinder efterträdde då Theofron Munktell (1805–1887), som slutat på myntverket för att flytta till Eskilstuna. Theofron Munktell, som var sju år äldre än Jean Bolinder, hade vid 17 års ålder anställts vid Kungliga Myntverket, där han åren 1826–1832 varit verkmästare och ansvarat för att utveckla nya myntpräglingsmaskiner. Då Bolinder kom till myntverket kom han från sin lärlingsplats hos Gustaf Broling och han fortsatte i Munktells kreativa anda och uppfann nya maskiner som effektiviserade och förbättrade verksamheten. På så sätt skaffade han sig ett mycket gott rykte och blev erbjuden flera välbetalda jobb. Han tackade emellertid nej till samtliga, eftersom han, precis som Munktell, först ville resa till England för att lära sig ännu mer om gjuteri- och verkstadsteknik.
Bolinder var verkmästare på Kungliga Myntverket åren 1834–1842 och sedan begav han sig år 1842 till England tillsammans med sin fem år yngre bror Carl Gerhard Bolinder (1818–1892). Jernkontoret tilldelade honom flera priser för maskinkonstruktioner och 1840 fick han ett stipendium av Jernkontoret och Kommerskollegium, som han använde till studier av verkstadsindustrin ("järnmanufakturen") i England och Skottland tillsammans med sin bror Carl Gerhard åren 1841–1844.
Bröderna stannade i England i ett år. De hade det ganska knapert och besvärligt, men blev desto rikare på kunskaper, inte minst inom ångmaskinernas område. När de kom tillbaka till Sverige var de fulla av nya idéer och år 1844 startade de en egen verkstad i Stockholm, de grundade J. & C.G. Bolinders Mekaniska Verkstad i Stockholm.

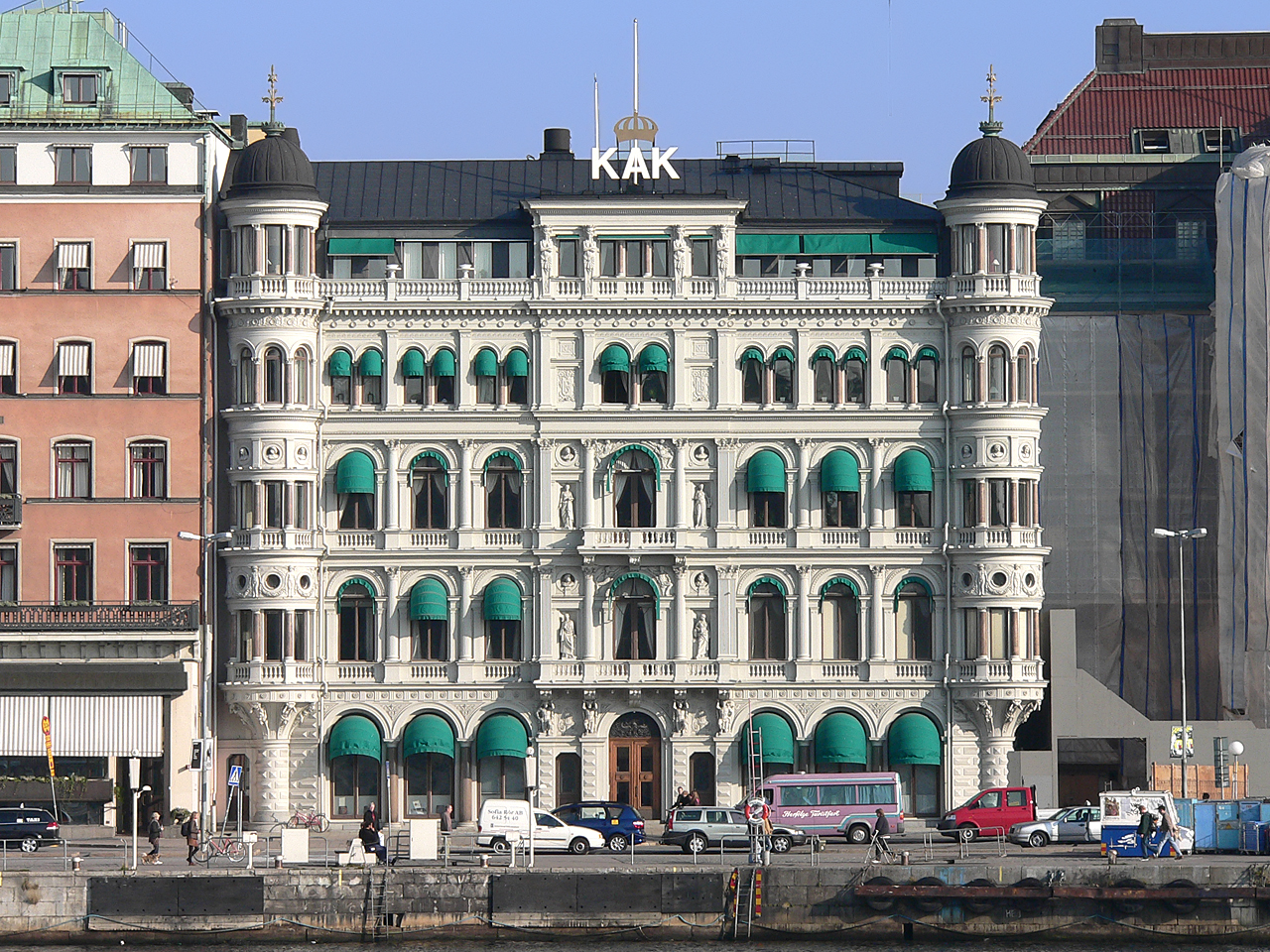
Bolinderska palatset, eller Bolinderska huset, ligger vid Södra Blasieholmshamnen i Stockholm uppfördes som luxuöst hyreshus 1874–1877 av Jean Bolinder. Huset är sedan 1889 en del av Grand Hôtel.

Jean Bolinder blev företagets verkställande direktör (VD) och hans bror Carl Gerhard blev arbetsledare. De gjorde snabbt stora framsteg och i början av 1850-talet blomstrade och växte företaget. Fabriken låg på Kungsholmen i Stockholm mellan Klara sjö och Kaplansbacken. När Bolinders brorson Erik August Bolinder (1863–1930) kom hem från USA 1888 tog han över som VD för Bolinders, och med tiden expanderade verksamheten. I Norrland tillverkades bland annat träbearbetningsmaskiner till sågverksindustrin och trots att Bolinders disponerade 50.000 m2 mark såg man sig ändå om efter en plats där man kunde bygga en större fabrik och gärna en plats där marken var billigare än i Stockholm. 1906 köpte Erik August Bolinder Kallhälls gård i Järfälla, en gammal gård i Kallhäll norr om huvudstaden att användas som sommarresidens och senare för att anlägga fabriker, bland annat för gjuteri och verkstäder.

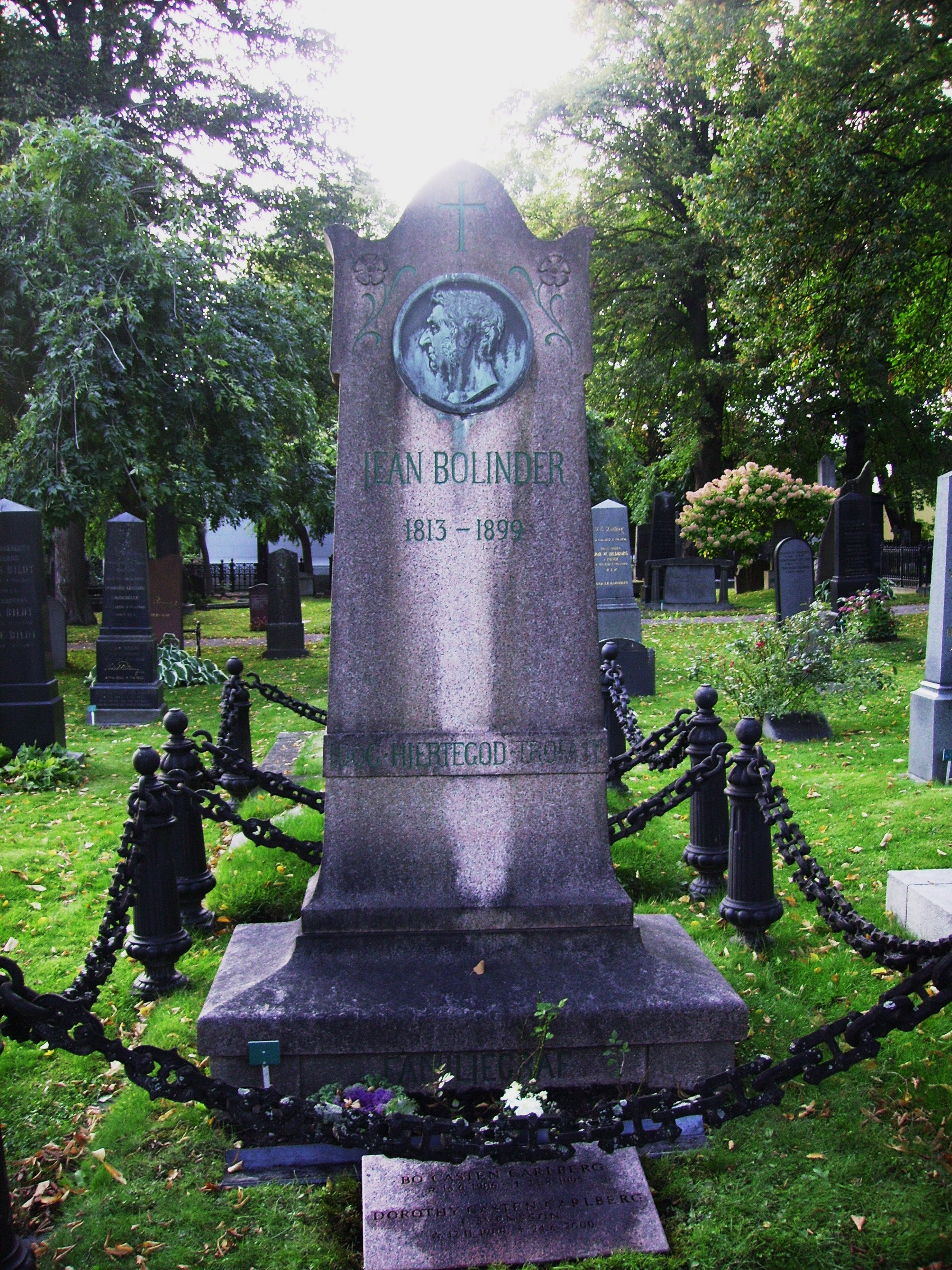
Jean Bolinders grav på Solna kyrkogård vid Solna kyrka.

Från 1862 var han ledamot av Stockholms stadsfullmäktige, från 1864 av Kungliga Tekniska högskolans styrelse. Han invaldes 1856 i Lantbruksakademin och 1858 i Vetenskapsakademin.
På 1870-talet lät han bygga det Bolinderska palatset på Blasieholmen i Stockholm. Han har fått platsen Bolinders plan i Stockholm uppkallad efter sig. Bolinder lät 1874 uppföra sommarbostaden Villa Ekudden på Djurgården i Stockholm och 1896 en villa vid Strandvägen i Djursholm (numera riven, se Villa Wehtje). Jean Bolinder är begravd på Solna kyrkogård, som ligger intill Norra begravningsplatsen. Däremot vilar Jean Bolinders bror, Carl Gerhard Bolinder, på Norra begravningsplatsen i Solna..